# Resolutie 2408 Veiligheidsraad Verenigde Naties
Resolutie 2408 van de Veiligheidsraad van de Verenigde Naties werd unaniem aangenomen op 27 maart 2018. De resolutie verlengde de UNSOM-hulpmissie in Somalië met een jaar.

## Achtergrond
In 1960 werden de voormalige kolonies Brits-Somaliland en Italiaans-Somaliland onafhankelijk en ze werden samengevoegd tot Somalië. In 1969 greep het leger de macht en werd Somalië een socialistisch-islamitisch land. In de jaren 1980 leidde het verzet tegen het totalitair geworden regime tot een burgeroorlog en in 1991 viel het centrale regime. Sindsdien beheersten verschillende groeperingen elk een deel van het land.
Toen milities van de Unie van Islamitische Rechtbanken (UIR) de hoofdstad Mogadishu veroverden, greep buurland Ethiopië in en heroverde de stad. In 2007 stuurde de Afrikaanse Unie met toestemming van de Veiligheidsraad een vredesmacht naar Somalië. Die versloeg de UIR, waarna de groepering zich aansloot bij de overgangsregering. Het radicale Al-Shabaab splitste zich hierop af en zette de strijd voort.
In september 2012 trad na verkiezingen een nieuwe president aan: Hassan Sheikh Mohamud, die met zijn regering de rol van de tijdelijke autoriteiten, die Somalië jarenlang hadden bestuurd, moest overnemen. Bij de volgende verkiezingen, die na verschillende keren te zijn uitgesteld in februari 2017 plaatshadden, werd hij verrassend verslagen door Mohamed Abdullahi Mohamed. Tezelfdertijd had de regio ook te kampen met een ernstige hongersnood ten gevolge van aanhoudende droogte. Meer dan zes miljoen Somali's hadden daardoor noodhulp nodig.

## Inhoud
De Veiligheidsraad veroordeelde de terreuraanslagen door Al-Shabaab in Mogadishu op 14 oktober 2017, waarbij bijna 600 doden waren gevallen door een vrachtwagen vol explosieven, en op 23 februari 2018, toen twee autobommen zeker 38 slachtoffers maakten.
Het mandaat van de VN-hulpmissie in Somalië werd verlengd tot 31 maart 2019. De missie moest de Somalische overheid helpen met het politieke proces, de verkiezingen van 2020 en 2021, de hervorming van leger en politie, de uitvoering van het overgangsplan en het actieplan tegen gewelddadig extremisme, alsook de voorlopige federale grondwet evalueren.
Lijst ·  2398 ·  2399 ·  2400 ·  2401 ·  2402 ·  2403 ·  2404 ·  2405 ·  2406 ·  2407 ·  2408 ·  2409 ·  2410 ·  2411 ·  2412 ·  2413 ·  2414 ·  2415 ·  2416 ·  2417 ·  2418 ·  2419 ·  2420 ·  2421 ·  2422 ·  2423 ·  2424 ·  2425 ·  2426 ·  2427 ·  2428 ·  2429 ·  2430 ·  2431 ·  2432 ·  2433 ·  2434 ·  2435 ·  2436 ·  2437 ·  2438 ·  2439 ·  2440 ·  2441 ·  2442 ·  2443 ·  2444 ·  2445 ·  2446 ·  2447 ·  2448 ·  2449 ·  2450 ·  2451